# Juan Miguel López
Juan Miguel López (né le 7 avril 1967) est un athlète cubain, spécialiste du triple saut.

## Biographie
Il remporte la médaille de bronze du triple saut lors des Championnats du monde en salle 1989 de Budapest. Auteur d'un record personnel à 17,28 m, il est devancé par l'Américain Mike Conley et l'autre Cubain Jorge Reyna. Lors de cette saison, Juan Miguel López se classe deuxième des Championnats d'Amérique centrale et des Caraïbes de San Juan, derrière Jorge Reyna. En 1990, il remporte la médaille d'argent aux Jeux d'Amérique centrale et des Caraïbes de Mexico où il s'incline face à son compatriote Lázaro Betancourt.

### Palmarès
| Date | Compétition                                      | Lieu     | Résultat | Marque  |
| ---- | ------------------------------------------------ | -------- | -------- | ------- |
| 1989 | Championnats du monde en salle                   | Budapest | 3e       | 17,28 m |
| 1989 | Championnats d'Amérique centrale et des Caraïbes | San Juan | 2e       | 16,54 m |
| 1990 | Jeux d'Amérique centrale et des Caraïbes         | Mexico   | 2e       | 16,50 m |

### Records
| Épreuve     | Épreuve   | Performance | Lieu      | Date        |
| ----------- | --------- | ----------- | --------- | ----------- |
| Triple saut | Plein air | 17,28 m     | La Havane | 6 août 1988 |
| Triple saut | Salle     | 17,28 m     | Budapest  | 4 mars 1989 |